# Pneumonektomi
Pneumonektomi är en lungkirurgisk process med avsikt att i normalfallet avlägsna en hel lunga (pulmektomi) eller en del därav. Den vanligaste orsaken till att processen utförs är att lungan är cancerdrabbad. 
Väljer kirurgen att avlägsna en hel lunglob kallas detta lobektomi, tas en mindre del bort benämns det kilresektion. Vid lungcancer är det vanligare att utföra en lobektomi än en mindre kilresektion eller pulmektomi . Ungefär 80 % av lungkirurgin vid lungcancer är i form av lobektomi eller bilobektomi (där två lober avlägsnas), endast 5 % är pulmektomier . 